# Última Parada 174
Última Parada 174 (prt: Autocarro 174; fra: Rio, ligne 174) é um filme franco-brasileiro de 2008 dirigido por Bruno Barreto, escrito por Bráulio Mantovani e estrelado por Michel Gomes e Marcello Melo Jr. O filme relata uma ficção sobre a vida de Sandro Barbosa do Nascimento, um garoto de rua do Rio de Janeiro que sobreviveu à Chacina da Candelária em 1993 e, anos mais tarde, sequestrou um ônibus, causando comoção em todo o Brasil. Em 16 de setembro de 2008, o filme foi escolhido pelo Ministério da Cultura como representante do Brasil para competir a uma indicação ao Oscar de melhor filme internacional na cerimônia de 2009, a qual acabou não se concretizando.
Para a reconstrução rigorosa dos fatos, o filme foi rodado em locais do centro do Rio de Janeiro de suma importância para a história como a Igreja da Candelária, os bairros Curicica e Jardim Botânico e a favela Tavares Bastos; a produção levou mais de oito semanas para realizar as filmagens entre os meses de julho, agosto e setembro de 2007.

## Sinopse
O filme começa com uma mulher entregando seu filho ainda bebê chamado Alessandro a um homem armado que está lhe cobrando dívidas. Essa mulher logo encontra a religião como um meio de salvação, casando-se com um pastor, passando a acreditar que Deus a ajudará a encontrar Sandro.
No entanto, o Sandro que a mulher encontra não é filho, é outro rapaz chamado Sandro do Nascimento, cuja mãe foi assassinada na frente dele, levando-o a se mudar para o Rio em busca de uma vida melhor. Lá, Sandro passa a morar perto da Igreja da Candelária e sobrevive ao massacre da Candelária ocorrido em 1993.
O desenrolar da história mostra os vários desentendimentos de Sandro com a lei, sua vida romântica e os trabalhadores de uma ONG que tentam ajudá-lo na favela. Apesar de saber que a mulher religiosa não é sua mãe, Sandro concorda com isso de qualquer maneira para ter um lugar para morar.
Os trinta minutos finais do filme são uma dramatização do sequestro do ônibus 174, ocorrido em 2000, mostrando como os eventos aconteceram, incluindo a morte fingida da mulher que escreveu as mensagens de batom nos vidros do veículo, a morte da jovem professora refém durante o ocorrido e a posterior morte do próprio Sandro por asfixia causada pelos policiais que o levaram à delegacia.
A cena final do filme mostra a mãe adotiva de Sandro e seu amigo Alê (cujo nome completo também é Alessandro) no solitário enterro de Sandro, onde apenas eles dois comparecem.

## Elenco
- Michel Gomes - Sandro Barbosa do Nascimento
- Marcello Melo Jr.  - Alessandro/Alê
- Cris Vianna - Marisa
- André Ramiro - Souza (Policial do BOPE)
- Anna Cotrim - Walquiria
- Rafael Logan - Meleca
- Hyago Silva - Alessandro/Alê (criança)
- Vítor Carvalho - Sandro Barbosa do Nascimento (criança)
- Douglas Silva - Patola
- Gabriela Luiz - Soninha
- Tay Lopez - Pastor Jaziel
- Rodrigo dos Santos - Wagner
- Ricardo Blat - Pedreiro / passageiro grisalho
- Yaçanã Martins - Funcionária do instituto
- Ramon Francisco - Patola (criança)
- Yasmine Luyindula - Soninha (criança)
- Cristina Prochaska - Patroa de Marisa
- Tereza Villela Xavier - Janaína Lopes Neves / Refém de Sandro

## Temas
Religião/Família: Última Parada 174 invoca ideias de salvação/prevenção do crime através da religião e/ou família. As imagens religiosas são frequentemente justapostas à violência, ilustrando a divisão no Brasil entre paz e aqueles que buscam paz com os envolvidos na violência, sejam crianças de rua ou policiais. A mãe adotiva de Sandro se salva através da religião e da esperança de reunir sua família. Sandro perde o equilíbrio quando sua mãe morre, levando-o a uma vida cheia de crimes.
Vítimas: todos os personagens de Última Parada 174 são vítimas; alguns são vítimas de Sandro e sua gangue, outros são vítimas do sistema. Sandro é uma vítima indireta de violência quando bandidos matam sua mãe na frente dele. Ao se tornar órfão em uma idade muito jovem, Sandro não tem orientação e corre para o centro do Rio, onde se torna vítima de um sistema que não se importa com ele. Quando jovem sem-teto no Rio, Sandro rouba e mata pessoas, tornando-as suas vítimas, e indiretamente, vítimas do sistema. Quando Sandro sequestra o ônibus, a mulher do batom diz a Sandro que ele é a única vítima verdadeira da situação, "a situação" é o sistema (ele é a verdadeira vítima porque é a vítima direta, os reféns são apenas vítimas indiretas).
Prevalência de violência: Última Parada 174 mostra como a violência é comum no Brasil e como não é contida nas favelas. Um exemplo disso é quando Sandro e seu amigo assaltam uma mulher dentro de um carro no meio de um engarrafamento: ela dá a Sandro o que ele pede, mas ele e seu amigo atiram nela de qualquer maneira, na frente de vários carros e ninguém faz nada a respeito. Além disso, quando Sandro sequestra o ônibus, a mulher do batom eventualmente liga para seu chefe, explicando que ela chegará um pouco atrasada para o trabalho porque está "apenas sendo assaltada". Sua ação de telefonar casualmente mostra como os brasileiros insensíveis se "acostumaram" à violência cotidiana.